# Trački jezik
Trački jezik (ISO 639-3: txh) je iščezli indoeuropski jezik koji se govorio u južnom dijelu Balkana, na prostorima koje su naseljavala tračka plemena, prije svega na dijelovima današnje Bugarske, Grčke, Makedonije i Turske.
Klasifikacija ovog jezika izaziva i danas brojne polemike i kontraverze, jer ima neobično malo materijalnih tragova koji bi omogućili pouzdanu analizu. Po jednima to je jezik srodan dacijskom, po drugima srodan je ilirskoj jezičnoj grupi, dakle spadao bi u indoeuropske jezike, ali po nekima uopće nije indoeuropskog podrijetla. Razlog tome je i što je većina Tračana bila helenizirana, pa kasnije romanizirana, tako da su posljednji govornici nestali u V st. n. e., dolaskom slavenskih naroda na te prostore, kada se gubi svaki trag drevnih tračkih plemena.

## Vanjske poveznice
- "The Language of the Thracians"
- "The Thracian language"  Arhivirana inačica izvorne stranice od 14. srpnja 2007. (Wayback Machine)